# 産業用イーサネット

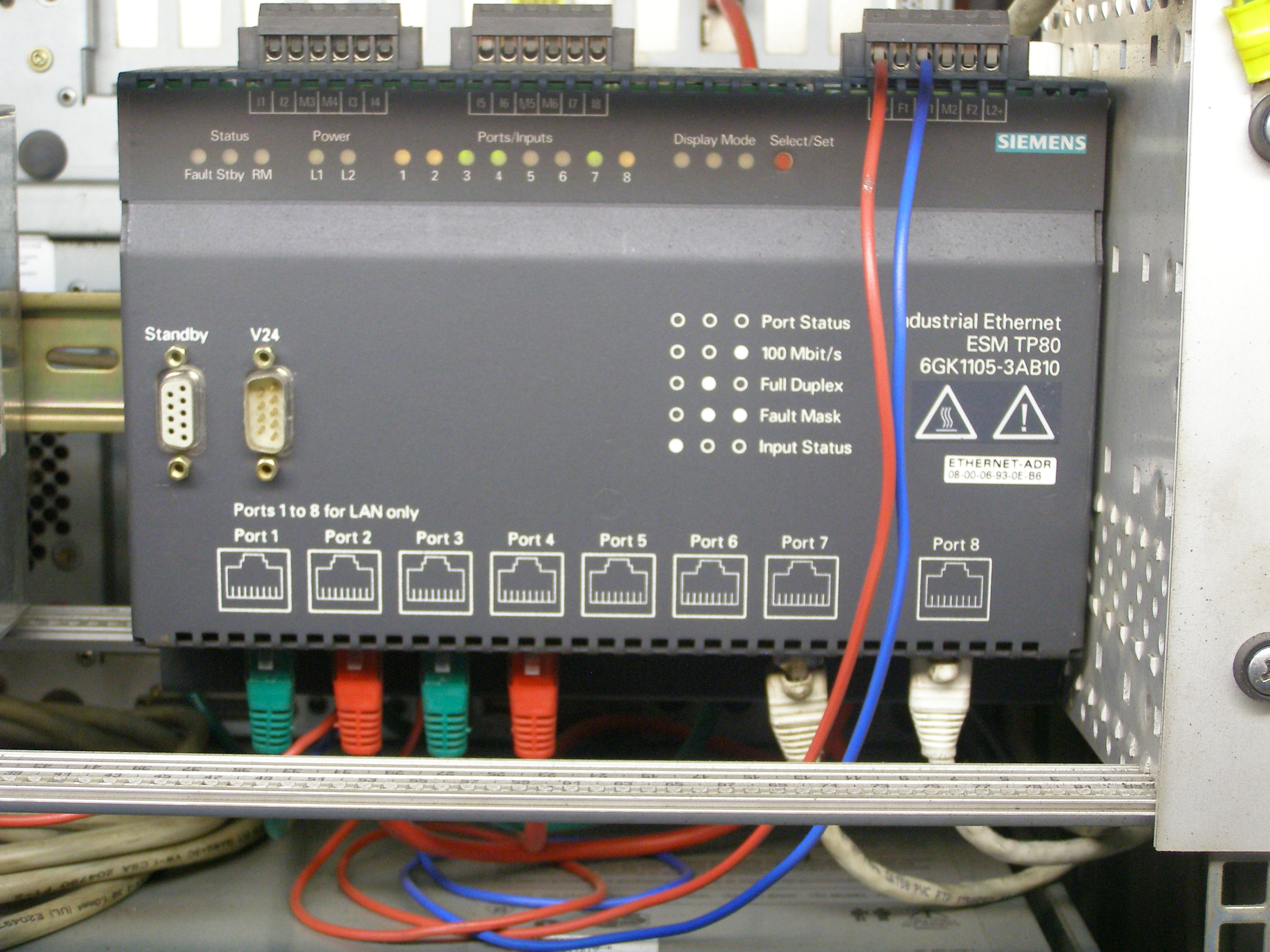
Industrial Ethernet switch

産業用イーサネット（IE）とは、産業用環境でイーサネットを使用し、決定性とリアルタイム制御を実現する通信プロトコルである。
産業用イーサネットのプロトコルには、EtherCAT、EtherNet/IP、PROFINET、POWERLINK、SERCOS III、CC-Link IE、Modbus TCPなどがある。
多くの産業用イーサネットのプロトコルは、低遅延と決定性を実現するために媒体アクセス制御レイヤーを変更して使用している。

## 概要
産業用イーサネットは、自動化やプロセス制御のために、堅牢なコネクターや拡張温度スイッチを備えた標準的なイーサネットプロトコルを産業環境で使用することも含む。
工場内のプロセスエリアで使用される部品は、通常の情報技術機器の範囲を超える、極端な温度、湿度、振動の厳しい環境で動作する必要がある。
光ファイバーを使用することで、電気的ノイズの問題を軽減し、電気的に絶縁することができる。
産業用ネットワークの中には伝送データの確定性を重視するものがあるが、イーサネットでは衝突検知を行うため、ネットワークのトラフィックが増加すると個々のデータパケットの伝送時間を見積もることが困難になる。
一般的に産業用イーサネットでは、全二重規格などを採用し、衝突が伝送時間に大きな影響を与えないようにしており、リアルタイム性が高い。

## 使用環境
産業用途で用いるため以下の要件を満たす必要がある。
- 通常より広範囲の温度、振動、物理的な汚染、電気的なノイズに耐えなければならない。
- 高い信頼性（重要なプロセスの制御がイーサネットリンクに依存している場合もあるため、通信不良が与える経済的損失が大きいため。）
- 現行システムとレガシーシステムの両方と相互運用し、予測可能なパフォーマンスと保守性を提供する必要がある。
- 物理的な互換性と低レベルのトランスポートプロトコルに加えて、OSI参照モデルの上位レベルの相互運用性を提供する必要がある。
- 社外からの侵入と、工場内での不注意や不正使用の両方に対するセキュリティ

産業用ネットワークがオフィスネットワークや外部ネットワークに接続する必要がある場合、ファイアウォールシステムを挿入してネットワーク間のデータ交換を制御する。
ネットワークを分離することで、産業用ネットワークの性能と信頼性を維持できる。
カテゴリー5ケーブル (Cat 5)またはカテゴリー6ケーブル (Cat 6)の片側または両側に、家庭や企業で一般的に使用されている8P8Cコネクタではなく、M12コネクタやM8コネクタなど、より頑丈で防水性の高いコネクタが必要になることが多い。

## 特徴
PLCは、EtherNet/IP、Modbus、Sinec H1、Profibus、CANopen、DeviceNet、FOUNDATION Fieldbusなど、いくつかの可能なオープンまたはプロプライエタリなプロトコルを使用して通信を行う。
標準的なイーサネットを使用することで、これらのシステムの相互運用性を高めることができる。

### メリット
- RS-232の9.6kbit/sからギガビット・イーサネットの1Gbit/sへの高速化。
- ユビキタスなCat5e/Cat6ケーブルの使用が可能
- 光ファイバーを使用して距離を伸ばすことが可能
- 有線/無線通信に標準的なネットワークハードウェアを使用可能
- RS-485では可能だったが、RS-232では不可能だった2つ以上のノードをリンクすることが可能
- クライアント・サーバー型ではなく、ピア・ツー・ピア型のアーキテクチャを採用可能
- 優れた相互運用性

### デメリット
- 既存のシステムを新しいプロトコルに移行する必要がある
- TCPを使用するプロトコルでは、リアルタイム性が損なわれる可能性がある
- ネットワーク技術に伴う複雑さの増大
- イーサネットの最小フレームサイズは64バイトだが、一般的な産業用通信のデータサイズは1〜8バイトに近いものがある。このようなプロトコルのオーバーヘッドは、データ伝送効率に影響を与える